# Ali Sabieh (region)
Ali Sabieh (arabiska: دائرة علي صابح, Dā'irat ‘Alī Şābiḩ; franska: région d'Ali-Sabieh) är en av Djiboutis fem regioner. Den har en yta på 2400 km² och 61 600 invånare (2007). Huvudort är Ali Sabieh. En annan större ort är Holhol.